# Maeil Broadcasting Network
Maeil Broadcasting Network (MBN) (koreansk: 주식회사 매일방송) er en sydkoreansk tv-kanal, der ejes af Maeil Business Newspaper. Kanalen blev lanceret den 1. marts 1995.